# Pellionia longzhouensis
Pellionia longzhouensis är en nässelväxtart som beskrevs av Wen Tsai Wang. Pellionia longzhouensis ingår i släktet Pellionia och familjen nässelväxter. Inga underarter finns listade i Catalogue of Life.